# 普蘭金頓海崖
84°58′S 64°37′W / 84.967°S 64.617°W
普蘭金頓海崖（英語：Plankington Bluff）是南極洲的海崖，位於伊莉莎白女王地，屬於彭薩科拉山脈中帕圖克森特山脈的一部分，美國地質調查局根據測量和該國海軍的空中照片繪入地圖，現時由南極條約體系管理。